# Pathologie buccale
 (mars 2023).
Si vous disposez d'ouvrages ou d'articles de référence ou si vous connaissez des sites web de qualité traitant du thème abordé ici, merci de compléter l'article en donnant les références utiles à sa vérifiabilité et en les liant à la section « Notes et références ».

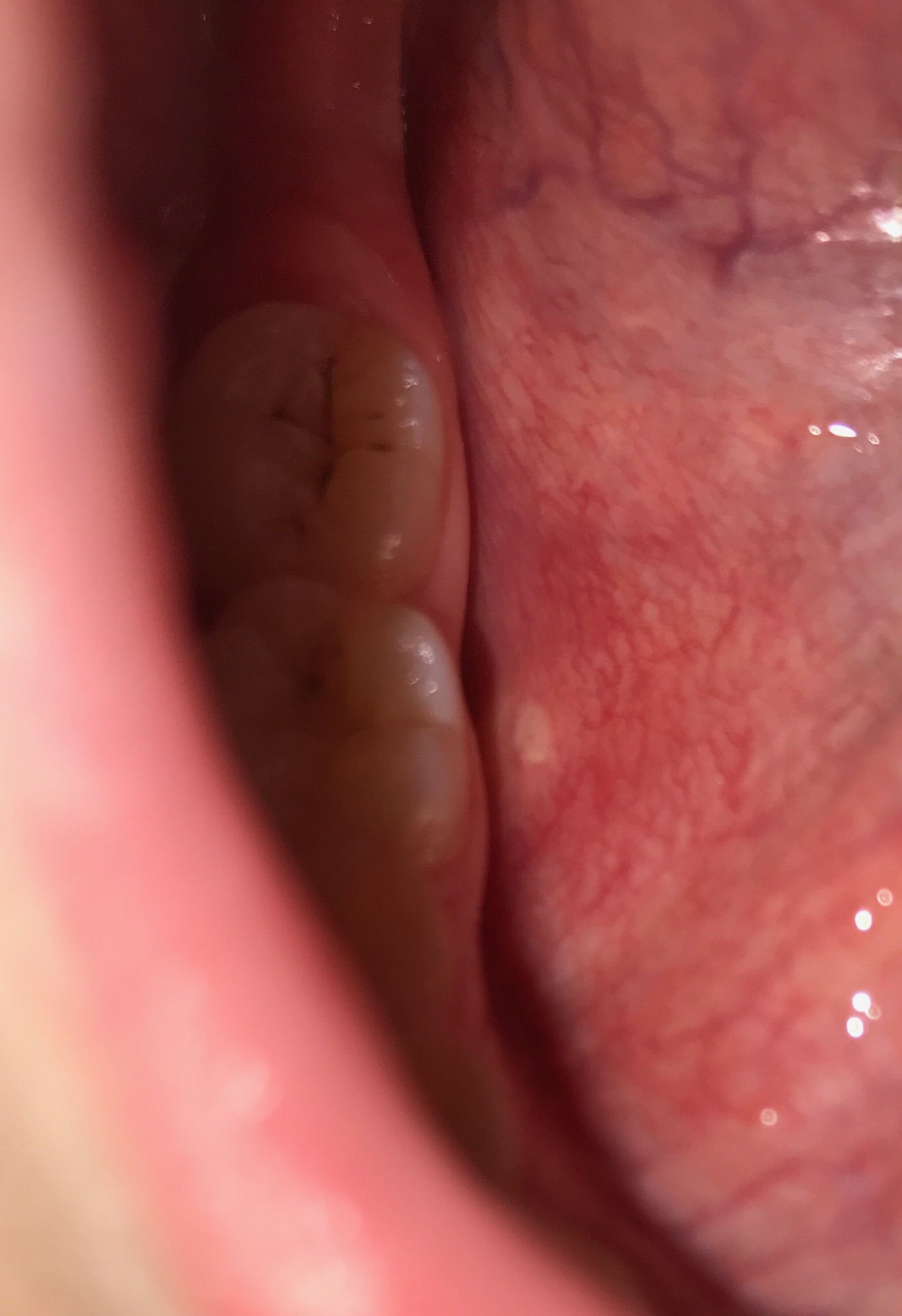
Ulcère buccal sur le pli sublingual.

Une pathologie buccale est une maladie affectant la bouche.  Ce type de pathologie est l'objet de la stomatologie.
L'incidence de ces maladies peut être réduite par une bonne hygiène bucco-dentaire, par exemple par l'utilisation quotidienne de la brosse à dents et du fil dentaire.

## Pathologies courantes
- carie dentaire
- gingivite
- parodontite